# Fifteenmile Creek (Bighorn River)
Der Fifteenmile Creek ist ein etwa 135 km langer, linker Nebenfluss des Bighorn River im Nordwesten des US-Bundesstaates Wyoming.

## Verlauf
Der Fifteenmile Creek entspringt in den östlichen Ausläufern der Absaroka Range im südöstlichen Park County auf einer Höhe von etwa 1960 m, etwa 5 km südöstlich von Meeteetse und 45 km südwestlich von Burlington. Von dort fließt er zunächst in östliche Richtung, unterquert den Wyoming Highway 120 und erreicht das Big Horn County. Der Fluss fließt im weiteren Verlauf in südöstliche Richtung durch das Bighorn Basin, erreicht das Washakie County und erhält mit dem Middle Fork Fifteenmile Creek von rechts seinen längsten Nebenfluss. Bis zur Mündung verläuft der Fifteenmile Creek in leicht mäandrierendem Verlauf nach Südosten, unterquert die hier gebündelt verlaufenden Highways WYO-789 und US-20 und mündet unmittelbar westlich von Worland auf einer Höhe von 1234 m in den Bighorn River. Im unteren Flussverlauf des Fifteenmile Creek zweigen mehrere Bewässerungskanäle ab.

## Hydrologie
Der Fifteenmile Creek ist als Nebenfluss des Bighorn Rivers Teil des Einzugsgebietes des Yellowstone Rivers, der über Missouri und Mississippi in den Golf von Mexiko entwässert. Das Einzugsgebiet des Fifteenmile Creek umfasst ein Areal von etwa 1400 km² und grenzt an die Einzugsgebiete von Fivemile Creek, Elk Creek und Greybull River im Norden sowie Gooseberry Creek Süden.

## Belege
1. 1 2 3 4 5  Fifteenmile Creek. In: Geographic Names Information System. United States Geological Survey, United States Department of the Interior (englisch).